# Дардине (Тренто)
Дардине је насеље у Италији у округу Тренто, региону Трентино-Јужни Тирол.
Према процени из 2011. у насељу је живело 166 становника. Насеље се налази на надморској висини од 480 м.